# Stony Creek (Virginie)
Pour les articles homonymes, voir Stony Creek.
Stony Creek est une municipalité américaine située dans le comté de Sussex en Virginie.
Selon le recensement de 2010, Stony Creek compte 198 habitants. La municipalité s'étend sur 0,58 mille carré (1,5 km2).
Durant la guerre de Sécession, Stony Creek est le lieu de plusieurs attaques unionistes sur des trains détenus par les conférés et empruntant le Weldon Railroad. Stony Creek devient une municipalité en 1915.